# Gabriel Brnčić
Gabriel Brnčić Isaza (* 16. Februar 1942 in Santiago de Chile) ist ein chilenischer Komponist kroatischer Abstammung.

## Leben
Brnčić studierte in Santiago und am Centro Latinoamericano de Altos Estudios Musicales (CLAEM) in Buenos Aires. Hier zählten namhafte Komponisten wie Cristóbal Halffter, Maurice Le Roux, Luigi Nono, Roger Sessions, Iannis Xenakis und Francisco Kröpfl zu seinen Lehrern. Seit 1967 war er Lehrer für elektronische Studien am CLAEM. 1971 wurde er Direktor des Buenos Aires Electronic Music Studio. 1975 übersiedelte er nach Spanien. 
Brnčić komponiert überwiegend Instrumentalmusik verschiedener Besetzung. Zu seinen Werken zählen ein Oktett für Trompeten, Hörner, Posaunen und Tuben, ein Stück für neun Schlaginstrumente und elektronische Klänge, Kaleidoskop für Oboe, Kammerorchester und Schlagzeug, Ritmus für Schlaginstrumente und Vibraphon, Quodlibets für Kammerorchester, aber auch eine Kantate für Chor, Streich- und Schlagzeugorchester und elektronische Klänge.
| Personendaten    | Personendaten          |
| ---------------- | ---------------------- |
| NAME             | Brnčić, Gabriel        |
| ALTERNATIVNAMEN  | Brnčić Isaza, Gabriel  |
| KURZBESCHREIBUNG | chilenischer Komponist |
| GEBURTSDATUM     | 16. Februar 1942       |
| GEBURTSORT       | Santiago de Chile      |